# Visszavonultatott mezszámok (labdarúgás)
Előfordul, hogy a labdarúgócsapatok visszavonultatnak egyes mezszámokat egy-egy elismert játékos kitartó szolgálatának tiszteletére, vagy tragikus haláleset miatt.
Ez a gyakorlat sokáig a legfőbb észak-amerikai sportokban volt elfogadott, a labdarúgásban a nagy mezszámokat az 1990-es évekig nem osztották ki. Előtte a kezdőcsapat tagjai viselték az 1-től 11-ig számozott mezeket, amelyek tipikusan a posztokhoz illeszkedtek, és a cserék a 12-n felüli számokat kapták meg, ami azt jelentette, hogy egy játékos különböző számú mezeket is viselhetett egy szezon alatt, ha különböző posztokon játszott taktikai okok miatt, vagy egyszerűen nem volt állandó tagja a kezdő tizenegynek.
A távozó játékosok számát általában újra kiosztották azután, hogy elhagyták a csapatot vagy visszavonultak. Azoknak a játékosoknak, akik sokat jelentettek a klubjuknak, az esetében ez azt jelenti, hogy más nem viselheti azt a mezszámot a jövőben. Néhány esetben, mint például Jason Mayélé, Vittorio Mero, Marc-Vivien Foé, Fehér Miklós, Ray Jones és Antonio Puerta, a haláluk után vonultatták vissza a számukat, ezzel kifejezve a tiszteletüket irántuk, ők tragikus körülmények között hunytak el, amikor még aktívak voltak. A norvég Fredrikstad nevű klub Dagfinn Enerly számát vonultatta vissza egy pályán bekövetkezett szerencsétlenséget követően, amely miatt Enerly lebénult.
Az argentin és kameruni nemzeti csapatot megakadályozta a Nemzetközi Labdarúgó-szövetség szabályzata abban, hogy visszavonultassa Diego Maradona (10) és Marc-Vivien Foé (17) számát a nemzetközi tornák fináléiban, de egyéb rendezvényeken, vagy barátságos mérkőzéseken a nemzeti szövetség meghatározhatja a számok kiosztását.
Néhány klub felajánlott egy számot a szurkolóinak, amit nem oszt ki egyetlen játékosának sem. A leggyakoribb szám a 12-es, mivel a mondás szerint a szurkolók a '„tizenkettedik játékosok”. A következő csapatok és klubok tartják fent a 12-es számot a szurkolóik számára:
- Aarhus GF
- Aberdeen FC
- AIK
- Atlético Mineiro
- Osztrák válogatott
- Avaí F.C.
- Bayern München
- Bristol Rovers
- Cork City F.C.
- Fenerbahçe
- Ferencváros
- Feyenoord
- Flamengo
- Genoa
- Hammarby
- Lecce
- Beşiktaş J.K.
- Lens
- Malmö FF
- OB
- Omonia
- PAOK
- Plymouth Argyle
- Portsmouth
- Scunthorpe United FC
- Stockport County
- Torino
- Újpest
- Vålerenga
- Zenyit
- Club de Fútbol Monterrey
- UANL Tigres
- Werder Bremen

A Reading a 13-as számot tette félre a szurkolóinak, a Panathinaikósz ezt a számot a 13-as kapu miatt adta a szimpatizánsoknak, ahol az ultrák szoktak helyet foglalni a hazai mérkőzések során. A Bristol City a 31-es számot osztotta ki a drukkereinek, míg az Oldham Athletic a 40-es számot szánta nekik.

## Visszavonultatott mezszámok
| Ország        | Csapat                     | #  | Játékos             | Poszt               | Évek                                       | Jegyzet                                                                     | Ref    |
| ------------- | -------------------------- | -- | ------------------- | ------------------- | ------------------------------------------ | --------------------------------------------------------------------------- | ------ |
| Ausztria      | SK Rapid Wien              | 5  | Peter Schöttel      | Hátvéd              | 1986-2001                                  |                                                                             |        |
| Brazília      | Vasco da Gama              | 11 | Romário             | Csatár              | 1985-1987, 2000-2001, 2005-2006            |                                                                             | [ 1 ]  |
| Csehország    | Dynamo České Budějovice    | 8  | Karel Poborský      | Középpályás         | 1991-1994, 2005-2007                       |                                                                             |        |
| Dánia         | AaB                        | 12 | Torben Boye         | Hátvéd              | 1984-2002                                  |                                                                             |        |
| Dánia         | Næstved BK                 | 7  | Rasmus Green        | Középpályás         | 2005-2006                                  | posztumusz                                                                  |        |
| Dánia         | Viborg FF                  | 22 | Søren Frederiksen   | Csatár              | 1989-1994, 1998, 2001-2005                 |                                                                             | [ 2 ]  |
| Anglia        | Chelsea FC                 | 25 | Gianfranco Zola     | Csatár              | 1996-2003                                  |                                                                             |        |
| Anglia        | Hartlepool United F.C.     | 25 | Michael Maidens     | Középpályás         | 2004-2007                                  | posztumusz                                                                  | [ 3 ]  |
| Anglia        | Manchester City            | 23 | Marc-Vivien Foé     | Középpályás         | 2002-2003                                  | posztumusz                                                                  | [ 4 ]  |
| Anglia        | Manchester United          | 36 | Jimmy Davis         | Középpályás         | 1999-2003                                  | posztumusz                                                                  |        |
| Anglia        | QPR                        | 31 | Ray Jones           | Csatár              | 2006–2007                                  | posztumusz                                                                  | [ 5 ]  |
| Franciaország | Lens                       | 17 | Marc-Vivien Foé     | Középpályás         | 1995-1999                                  | posztumusz                                                                  |        |
| Franciaország | Lyon                       | 16 | Luc Borrelli        | Kapus               | 1998-1999                                  | posztumusz                                                                  |        |
| Franciaország | Lyon                       | 17 | Marc-Vivien Foé     | Középpályás         | 2000-2002                                  | posztumusz                                                                  |        |
| Franciaország | Sedan                      | 29 | David di Tommaso    | Középhátvéd         | 2001-2004                                  | posztumusz                                                                  | [ 6 ]  |
| Németország   | Wacker Burghausen          | 11 | Marek Krejčí        | Csatár              | 2004-2007                                  | posztumusz                                                                  |        |
| Magyarország  | Ferencváros                | 1  | Grosics Gyula       | Kapus               |                                            |                                                                             |        |
| Magyarország  | Ferencváros                | 2  | Simon Tibor         | jobbátvéd           | 1985-1999                                  | posztumusz                                                                  |        |
| Magyarország  | Ferencváros                | 12 | Szurkolók           |                     |                                            |                                                                             |        |
| Magyarország  | Kispest AC/Honvéd          | 10 | Puskás Ferenc       | Bal összekötő       | 1939-1956                                  | 2000.07.20-án Puskás megkapta az utolsó 10-es Kispest mezt                  |        |
| Magyarország  | Diósgyőr                   | 77 | José Luque          | Középpályás         | 1996-2013                                  | A 77-es mezszámot 10 évre visszavonultatták a Diósgyőr szurkolói és a klub. |        |
| Magyarország  | Vasas                      | 3  | Mészöly Kálmán      | Csatár (labdarúgás) | 1959- 1972                                 | Posztomusz                                                                  |        |
| Magyarország  | Diósgyőr                   | 13 | Rakaczki Bence      | Kapus               | 2003-2013                                  |                                                                             |        |
| Olaszország   | AC Milan                   | 3  | Paolo Maldini       | Bal-/középhátvéd    | 1985-2009                                  |                                                                             |        |
| Olaszország   | AC Milan                   | 6  | Franco Baresi       | Söprögető           | 1977-1997                                  |                                                                             | [ 7 ]  |
| Olaszország   | Siena                      | 4  | Michele Mignani     | Középhátvéd         | 1996-1997, 1998-2006                       |                                                                             |        |
| Olaszország   | Avellino                   | 10 | Adriano Lombardi    | Összekötő           | 1975-1979                                  | posztumusz                                                                  |        |
| Olaszország   | AS Roma                    | 6  | Aldair              | Középhátvéd         | 1990-2003                                  |                                                                             | [ 8 ]  |
| Olaszország   | Atalanta                   | 14 | Federico Pisani     | Összekötő           | 1991-1997                                  | posztumusz                                                                  | [ 9 ]  |
| Olaszország   | Brescia                    | 10 | Roberto Baggio      | Összekötő           | 2000-2005                                  |                                                                             |        |
| Olaszország   | Brescia                    | 13 | Vittorio Mero       | Hátvéd              | 1998-2001, 2002                            | posztumusz                                                                  | [ 10 ] |
| Olaszország   | Cagliari                   | 11 | Gigi Riva           | Csatár              | 1963-1978                                  |                                                                             | [ 11 ] |
| Olaszország   | Chievo Verona              | 30 | Jason Mayélé        | Bal/jobb szélső     | 2001-2002                                  | posztumusz                                                                  | [ 12 ] |
| Olaszország   | Genoa                      | 6  | Gianluca Signorini  | Söprögető           | 1988-1995                                  | posztumusz                                                                  |        |
| Olaszország   | Internazionale             | 3  | Giacinto Facchetti  | Bal szélső hátvéd   | 1961-1978                                  | posztumusz                                                                  |        |
| Olaszország   | Messina                    | 41 | Salvatore Sullo     | Középpályás         | 2001-2007                                  |                                                                             | [ 13 ] |
| Olaszország   | Napoli                     | 10 | Diego Maradona      | Középpályás         | 1984-1991                                  |                                                                             |        |
| Izrael        | Hapoel Beersheba           | 6  | Chaswe Nsofwa       | Csatár              | 2007                                       | posztumusz                                                                  |        |
| Mexikó        | América                    | 10 | Cuauhtémoc Blanco   | Csatár              | 1992-1997, 1998-2000, 2002-2004, 2005-2007 |                                                                             | [ 14 ] |
| Mexikó        | Club Deportivo Guadalajara | 22 | José Martínez       | Középpályás         | 1970-1981                                  | posztumusz                                                                  |        |
| Mexikó        | UANL Tigres                | 7  | Gerónimo Barbadillo | Középpályás         | 1977-1982                                  |                                                                             |        |
| Hollandia     | AFC Ajax                   | 14 | Johan Cruijff       | Középpályás         | 1964-1973, 1983-1984                       |                                                                             | [ 15 ] |
| Hollandia     | Utrecht                    | 4  | David di Tommaso    | Középhátvéd         | 2004-2005                                  | posztumusz                                                                  | [ 16 ] |
| Norvégia      | Fredrikstad                | 8  | Dagfinn Enerly      | Szélső              | 2004-2005                                  |                                                                             | [ 17 ] |
| Lengyelország | Legia                      | 10 | Kazimierz Deyna     | Középpályás         | 1966-1978                                  | posztumusz                                                                  |        |
| Portugália    | Benfica                    | 29 | Fehér Miklós        | Csatár              | 2002-2004                                  | posztumusz                                                                  | [ 18 ] |
| Skócia        | Aberdeen                   | 0  | Hísam Zerváli       | Csatár              | 1999-2002                                  | posztumusz                                                                  |        |
| USA           | Cosmos                     | 10 | Pelé                | Csatár              | 1975-1977                                  |                                                                             |        |
| USA           | LA Galaxy                  | 13 | Cobi Jones          | Középpályás         | 1996-2007                                  |                                                                             | [ 19 ] |
| Svédország    | Kalmar FF                  | 15 | Johny Erlandsson    | Szélső              | 1973-1988                                  |                                                                             | [ 20 ] |
| Svédország    | Norrköping                 | 18 | Stefán Þórðarson    | Csatár              | 2004-2007                                  |                                                                             | [ 21 ] |

## Speciális esetek
| Csapat                    | #  | Játékos             | Poszt                          | Évek                                       | Jegyzet |
| ------------------------- | -- | ------------------- | ------------------------------ | ------------------------------------------ | --- |
| Dinamo Bucureşti          | 11 | Cătălin Hâldan      | Középpályás                    | 1994-2000                                  | A Şantierul Naval Olteniţa - FC Dinamo Bucureşti mérkőzés második félidejében Hâldan agyieres sérülést szenvedett el, és később meghalt Olteniţa-ban, a helyi kórházban. |
| AC Milan                  | 3  | Paolo Maldini       | Bal szélső hátvéd              | 1984-napjainkig                            | A mezt még nem vonultatták vissza teljes mértékben. Maldini hozzájárult ahhoz, hogy egyik fia megkapja a 3-as mezt, ha valamelyikük a klub hivatásos labdarúgója lesz. |
| Orlando Pirates           | 22 | Lesley Manyathela   | Csatár                         | -2004                                      | A klub visszavonultatta a 22-es számot, miután Manyathela meghalt 2004 augusztusában egy autóbalesetben. Azonban az Afrikai Labdarúgó-szövetség szabályai értelmében a mezszámoknak 1 és 30 közöttinek kell lennie a játékosoknak a kontinentális klubrendezvényeken, így a Piratesben jelenleg egy másik játékos viseli a 22-est.                                         |
| Maccabi Tel-Aviv          | 12 | Meni Levi           | Hátvéd                         |                                            | A Maccabi Tel Aviv és a Beitar Jerusalem közötti mérkőzés alatt Levi hátrafutott védekezni, majd összeesett. Később lábraállt, de másodszorra is összeesett. Azután lélegeztetőgépen volt, de azóta hazamehetett. |
| Santos FC                 | 10 | Pelé                | Csatár                         | 1956-1974                                  | A klub visszavonultatta a mezt, de nemsokára a Conmebol szabályai szerint újra kiosztották, mivel a számoknak 1 és 25 között kell lenniük a kontinentális klubrendezvényeken (úgymint a Copa Libertadores, a Copa CONMEBOL, Copa Sudamericana). |
| Universitario de Deportes | 22 | José Luis Carranza  | Középpályás                    | 1986-2004                                  | A klub visszavonultatta a mezt 2005-ben, de nemsokára a Conmebol szabályai szerint újra kiosztották, mivel a számoknak 1 és 25 között kell lenniük a kontinentális klubrendezvényeken (úgymint a Copa Libertadores, a Copa CONMEBOL, Copa Sudamericana). |
| Dunfermline Athletic      | 4  | Norrie McCathie     | Hátvéd                         | 1996                                       | A klub visszavonultatta a számot, miután a csapatkapitány McCathie 1996. január 8-án elhunyt az otthonában szén-monoxid mérgezésben. Abban az időben a skót bajnokság csapatai 1-től 11-ig számozott mezeket használtak, így ez az 1995-96-os szezonra maradt ki, helyette a 12-es használták. Azonban a számot nem vonultatták vissza örökre, és azóta is újra kiosztják. |
| Stabæk                    | 7  | Christer Basma      | Középhátvéd                    | 1995-1998                                  | A klub visszavonultatta a számot, ezzel kifejezve a tiszteletét a klubért nyújtott szolgálatai miatt. A visszavonultatást a 2004-es idény előtt visszavonták, a számot Henning Haugernak adták. |
| América                   | 10 | Cuauhtémoc Blanco   | Csatár                         | 1992-1997, 1998-2000, 2002-2004, 2005-2007 | A mezszámot csak egy 5 éves periódusra vonták vissza, amely 2007 júniusában kezdődött. Azonban a Conmebol szabályai szerint - ami alapján a számoknak 1 és 25 között kell lenniük a kontinentális klubrendezvényeken - a 10-es mezt Leonin Pineda viselte a Copa Sudamericana 2007-es kiírása alatt.                                                                       |
| UANL Tigres               | 7  | Gerónimo Barbadillo | Középpályás                    | 1977-1982                                  | A 7-es számot a Tigres-ben Gerónimo Barbadillónak tartják fent. Azonban amióta a csapat a Copa Libertadoresban játszik, a játékosainak ki kell osztani a 7-est. 2005-ben a 7-es számot Claudio Nuñeznek adták, 2006-ban pedig Walter Gaitánnak a Copa Libertadores rendezvényen.                                                                                           |
| Sevilla FC                | 16 | Antonio Puerta      | Bal szélső hátvéd, Jobb szélső | 2004-2007                                  | A mezt nem vonultatták vissza teljesen. Puerta halála után született fia megkaphatja a 16-os számú mezt, ha a Sevilla első csapatának a tagja lesz. |